# Маковецкий, Олег Владимирович
Олег Владимирович Маковецкий (род. 6 октября 1966) — генерал-лейтенант Воздушно-космических сил России, отдававший приказы бомбардировки Харькова и Харьковской области во время российского вторжения на Украину в 2022 году.

## Биография
Родился 6 октября 1966 года в городе Чугуев Харьковской области Украинской ССР. Окончил Качинское высшее военное авиационное училище лётчиков имени А. Ф. Мясникова (1983—1987), после чего проходил службу в разных частях Военно-Воздушных Сил. Был командиром штурмового авиационного полка, заместителем командира смешанной авиационной дивизии.
Окончил Военно-воздушную академию имени Ю. А. Гагарина (1992—1995) и Военную академию Генерального штаба Вооружённых Сил РФ (2008—2010). В июне — декабре 2010 года командовал 6971-й авиационной базой Южного военного округа.
В 2015 году указом Президента Российской Федерации присвоено воинское звание генерал-майора.
В 2010—2018 годах служил начальником боевой подготовки оперативно-тактической авиации Главного командования Воздушно-Космических Сил РФ.
В 2018 году был временно исполняющим обязанности начальника Краснодарского высшего военного авиационного училища лётчиков имени А. К. Серова.
В августе 2021 года назначен командующим 6-й Ленинградской армии ВВС и ПВО Западного военного округа.
В 2022 году указом Президента Российской Федерации присвоено воинское звание генерал-лейтенанта.
Участник боевых действий в Чечне, Таджикистане и Сирии.

## Участие в российском вторжении на Украину (2022)
Олега Маковецкого обвиняли в том, что он отдал приказ о бомбардировке Харькова.
В ходе досудебного расследования было установлено, что Маковецкий отдавал приказы о массовой бомбардировке Харькова и Харьковской области, во время которых использовались, в том числе и авиабомбы «ФАБ-500». Эти бомбардировки привели к гибели мирных жителей, частичному и полному разрушению многоэтажных домов, медицинских учреждений и учебных заведений, общежитий, зданий административного назначения. Харьковской областной прокуратурой Олегу Маковецкому «выдвинуто подозрение о посягательстве на территориальную целостность и неприкосновенность Украины, что привело к гибели людей, подозрение по факту нарушения законов и обычаев войны, Соединённых с умышленным убийством (ч. 3 ст. 110, ч. 2 ст. 438 УК Украины)».

## Награды
- Орден «За военные заслуги»
- Медаль «70 лет Вооружённых Сил СССР»
- Медаль «За отличие в военной службе» I, II, III степеней
- Медаль «За укрепление боевого содружества»
- Медаль «За возвращение Крыма»
- Медаль «Участнику военной операции в Сирии»
- Медаль «За воинскую доблесть» II степени
- Медаль «100 лет Военно-Воздушным Силам»
- Медаль «Главный маршал авиации Кутахов»
- Медаль «За службу в Военно-Воздушных Силах»
- Знак отличия «За заслуги»
- Почетная Грамота Президента Российской Федерации
- Памятный знак Главнокомандующего Военно-Воздушными Силами
- Заслуженный военный лётчик Российской Федерации[4]